# Robert Platt, Baron Platt
Robert Platt, Baron Platt (* 16. April 1900; † 30. Juni 1978) war ein britischer Arzt und Mitglied des House of Lords.

## Berufliche Laufbahn
Robert Platt wurde in Marylebone geboren und entstammte einer Familie, die zwar keine Verbindung zu den Naturwissenschaften hatte, aber gesellschaftlich stark engagiert und musisch interessiert war. Seine Eltern gründeten ein koedukatives Internat in Grindleford, das er selbst auch besuchte. Sein Studium an der Universität Sheffield schloss er 1963 mit Auszeichnungen ab. 1931 wurde er Assistenzarzt an der Royal Infirmary Sheffield und 1934 Arzt. Von 1941 bis 1944 diente er als Arzt in der britischen Armee, in Großbritannien, Nordafrika, Italien und Indien. Er war ein engagierter Befürworter des National Health Service. 
Robert Platt war spezialisiert auf die Erforschung von Nierenerkrankungen. Besonders bekannt wurde er in den 1940er und 1950er Jahren durch seine wissenschaftliche Auseinandersetzung mit seinem Freund und Medizinprofessor Sir George Pickering über den Bluthochdruck, bekannt als die Pickering versus Platt debate.

„In der Auseinandersetzung um die genetischen Grundlagen der Hypertonie vertrat Platt die Auffassung, dem Blutdruck läge eine diskontinuierliche Verteilung zugrunde; größere Hypertoniegene würden als Mendelsche Eigenschaften vererbt. Pickering hingegen argumentierte, die Hypertonie befände sich am oberen Ende einer Normalverteilung des Blutdrucks; eine ganze Reihe an Genen übe einen kleinen Effekt auf einen intermediären Phänotypen aus, der – wenn er eine willkürlich festgelegte Grenze überschreite – schließlich zur Hypertonie führe.“

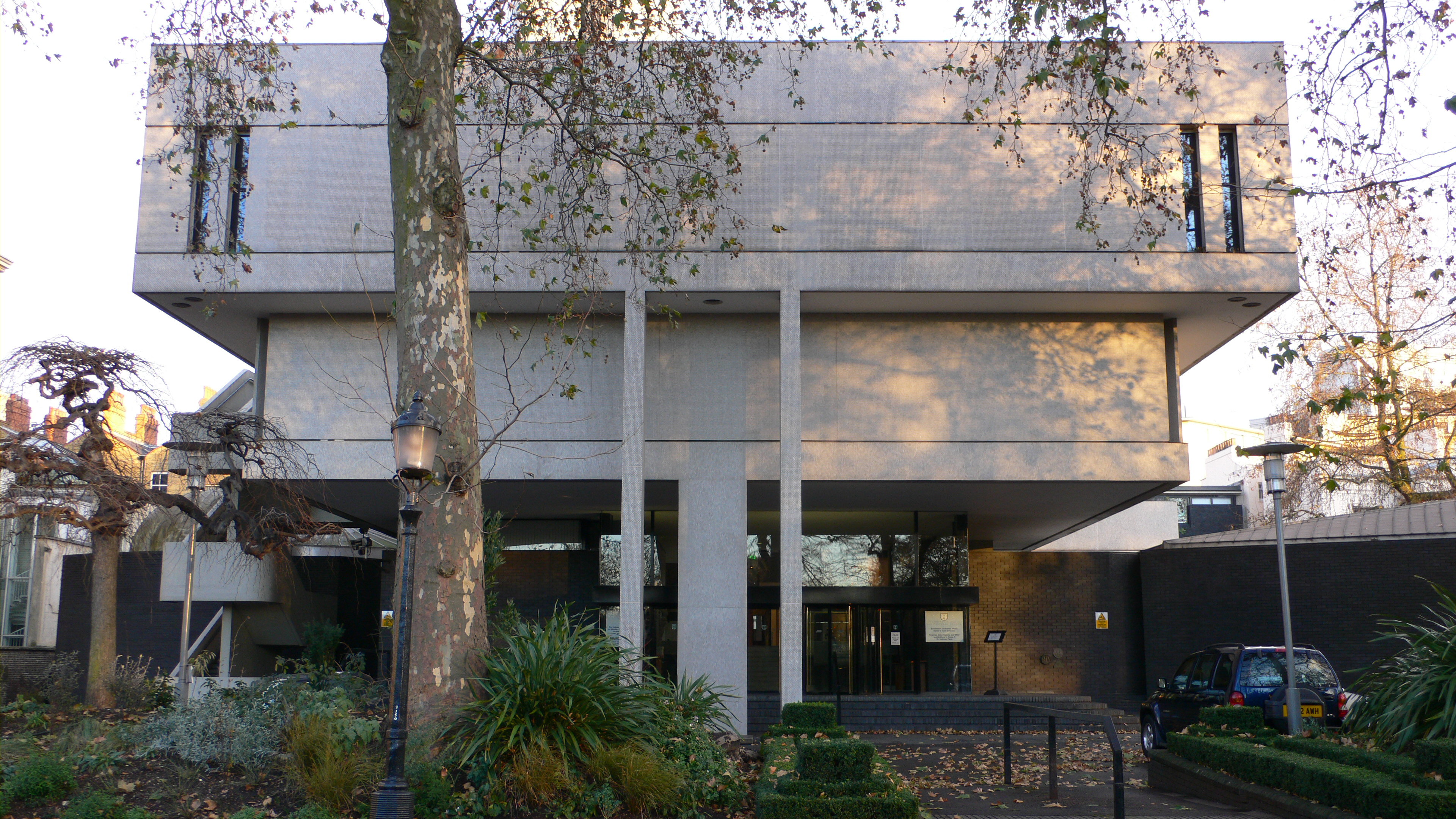
Der Neubau des Royal College of Physicians

1946 wurde Platt Leiter der Central Manchester Health Authority, die der maßgeblich ausbaute; von 1949 bis 1959 war er Hochschullehrer an der University of Manchester. 1957 wurde er Präsident des Royal College of Physicians. Während dieser Präsidentschaft war er maßgeblich an der Verfassung und der Publikation des ersten College Report on Smoking and Health beteiligt, in dem der kausale Zusammenhang weltweit erstmals umfassend dargestellt wurde. Während seiner Amtszeit wurde der Sitz des College neu am Regent’s Park gebaut – Architekt war Denys Lasdun – und 1964 feierlich von der Queen eröffnet, anschließend trat Platt von seinem Posten zurück. Zudem führte er zahlreiche Weiterbildungsveranstaltungen für Ärzte am Colloge ein. Neben seinen beruflichen Aktivitäten engagierte er sich in mehreren medizinischen Verbänden und Komitees wie der Eugenics Society, der Family Planning Association, der ASH (Action on Smoking and Health) und der National Society for the Abolition of Cruel Sports. Er war auch Mitglied mehrerer Musikvereinigungen, da er selbst Cello spielte. Er galt als dynamische und humanistische Persönlichkeit, die sich aufopfernd um ihre Patienten kümmerte.

## Ehrung und Tod
Am 14. Juli 1959 wurde Platt zum Baronet Platt of Grindleford erhoben und im Januar 1967 zum Life Peer. In den elf Jahren bis zu seinem Tod nahm er rege an den Sitzungen des House of Lords teil, bei denen er sich abseits setzte, weil er nach eigener Aussage keine Parteiinteressen, sondern die der Medizin vertrete. Er starb im Krankenhaus an den Folgen eines Oberschenkelhalsbruches, nachdem er auf der Treppe des Royal College of Physicians gestürzt war. Gemäß seinem Testament gab es keine Trauerfeier, sondern ein Konzert zu seinen Ehren. In einem Nachruf auf Platt hieß es:

„Er war eine der großen Persönlichkeiten der britischen Medizin während des letzten halben Jahrhunderts, und dennoch ein humaner, zugänglicher und freundlicher Mann. Er konnte Autorität zeigen, unterließ es aber nie, die Sicht anderer zu hören und ihr Gewicht zu verleihen. Er stand zu seiner Meinung bei manchen kontroversen Themen, aber er versuchte niemals, diese anderen aufzuzwingen. Er wurde eine allgemein respektierte öffentliche Persönlichkeit. In jeder Generation von Medizinern gibt es einige wenige, die von einer größeren Öffentlichkeit nicht nur als bedeutende Figur in ihrem Beruf anerkannt werden, sondern als Mann oder Frau von Statur in der Welt außerhalb, die zu einer weiteren Sicht fähig sind. Robert war eine solche Persönlichkeit.“

## Publikationen
- Nephritis and Allied Diseases Their Pathogeny and Treatment. Oxford University Press. 1934
- Doctor and Patient. Ethics, Morale, Government. London. Nuffield Provincial Hospitals Trust, 1963
- Private and Controversial. Autobiographie. London. Cassell 1972